# June Haver
June Haver (nascuda June Stovenour) (Rock Island, Illinois, 10 de juny de 1926 − Brentwood, Califòrnia, 4 de juliol de 2005) va ser una actriu estatunidenca. Va ser un popular estrella dels musicals de la 20th Century Fox de finals de la dècada de 1940, destacant The Dolly Sisters, film que va interpretar al costat de Betty Grable. També és coneguda pel seu segon matrimoni, amb l'actor Fred MacMurray.

## Biografia
El seu veritable nom era June Stovenour, i va néixer a Rock Island, Illinois. Com a nom artístic va prendre el cognom del seu padrastre, Bert Haver. Després de mudar-se la família a Ohio, Haver, llavors de set anys, va guanyar un concurs del Conservatori de Música de Cincinnati. La seva mare era actriu i el seu pare músic, i per això Haver dubtava sobre a quina activitat dedicar-se. Amb vuit anys va guanyar un test cinematogràfic en el qual imitava a actrius famoses com Greta Garbo, Katharine Hepburn i Helen Hayes. La seva mare, no obstant això, va prohibir que la seva filla fos actriu infantil. Als 10 anys Haver va tornar a Rock Island, on va començar a actuar per a Rudy Vallee.
D'adolescent va ser cantant de grups musicals, actuant amb l'orquestra de Ted Fio Ritu per 75 dòlars a la setmana. Altres líders de banda amb els quals va treballar van ser Dick Jurgens i Freddy Martin. Més endavant també seria coneguda com un juvenil estrella radiofònica.

## Carrera
L'estiu de 1942 Haver es va traslladar a Hollywood, on va acabar els seus estudis en la high school. En el seu temps lliure actuava en obres teatrals i, mentre interpretava a una bella meridional, va ser descoberta per un buscatalents de la 20th Century Fox, signant el 1943 un contracte amb l'estudi per 3.500 dòlars setmanals. Va treballar com a suplent de les actrius Betty Grable i Alice Faye, havent de reemplaçar l'última en Irish Eyes Are Smiling. El seu debut en pantalla va ser amb el paper de Cri-Cri en Home In Indiana (1944). Més endavant, i en aquest mateix any, va coprotagonizar al costat del seu futur marit, Fred MacMurray, la pel·lícula Where Do We Go From Here?, sent aquesta l'única vegada en què la parella va actuar junta en una pel·lícula.
Durant la seva carrera en la Fox, Haver estava originalment destinada a ser la següent Betty Grable, i fins i tot se la coneixia com a "Pocket Grable (Grable de butxaca)". Haver va arribar a coprotagonizar amb Grable el film de 1945 The Dolly Sisters, una producció per la qual va haver de guanyar pes. Malgrat els rumors contraris, Haver afirmava que la relació professional d'ambdues en el rodatge va estar allunyada de qualsevol disputa.
Possiblement més coneguda pels seus papers en optimistes musicals, Haver va debutar amb un paper dramàtic el 1948 en Scudda Hoo! Scudda Hay!, film que va aconseguir un gran èxit. Aquest mateix any va encarnar a Marilyn Miller en el musical Look for the Silver Lining (1948).
Després de casar-se amb Fred MacMurray, Haver va estar pràcticament retirada de la interpretació (les seves últimes actuacions van ser com ella mateixa en The Lucy-Desi Comedy Hour el 1958 i a Disneyland '59). Posteriorment va aconseguir un cert èxit com a decoradora d'interiors. El matrimoni va adoptar dues filles, i va romandre unit fins a la mort de MacMurray el 1991.
A petició de les seves amigues Ann Miller i Ann Rutherford, Haver, amb 75 anys, finalment va entrar en l'Acadèmia d'Arts i Ciències Cinematogràfiques. Per la seva contribució a la indústria cinematogràfica, a June Haver se li va concedir un estrella en el Passeig de la Fama de Hollywood, en el 1775 de Vine Street.

## Vida personal
Haver sempre va insistir a estar el més propera possible a la seva família. Per aquesta raó, les seves germanes la van seguir a Hollywood i van treballar com les seves suplents, mentre que la seva mare exercia com la seva secretària personal.
El 9 de març de 1947 Haver es va casar amb el trompetista James Zito, a qui va conèixer amb 15 anys mentre cantava amb l'Orquestra de Ted Fio Ritu. La parella es va divorciar menys d'un any després.
Després del seu divorci, Haver va començar a sortir amb el Dr. John L. Duzik, planejant tots dos casar-se, la qual cosa no va arribar a tenir lloc a causa de la mort de Duzik, ocorreguda el 31 d'octubre de 1949 per complicacions després d'una intervenció quirúrgica. Mentre el cuidava en els seus últims dies, Haver va aprofundir les seves creences religioses, i al febrer de 1953 va arribar a entrar en un convent, quedant-s'hi fins a l'octubre, i sortint, segons ella, a causa de problemes de salut.
En aquesta època Haver va conèixer a MacMurray, un dels actors més rics i conservadors de Hollywood, iniciant tots dos una relació romàntica, i casant-se el 28 de juny de 1954. Haver va insistir a adoptar una nena, però MacMurray, 19 anys més gran que ella, inicialment es va negar, al·legant que ja havia estat pare. Poc després va canviar d'opinió, i el matrimoni va adoptar dues filles.
June Haver va morir a causa d'una fallada respiratòria el 4 de juliol de 2005 al seu domicili en Brentwood (Califòrnia). Tenia 79 anys. Va ser enterrada al costat del seu marit en el Cementiri de Holy Cross de Culver City, Califòrnia.

## Filmografia
- 1943: The Gang's all here de Busby Berkeley
- 1944: The Dolly Sisters, de Irving Cummings
- 1948: Scudda Hoo! Scudda Hay! d'Hugh Herbert
- 1949: Oh, You Beautiful Doll de John M. Stahl
- 1951: Love Nest de Joseph Newman
- 1953: The Girl Next Door de Richard Sale